# カスパーゼ-8欠損症
カスパーゼ-8欠損症（英: caspase-8 deficiency (state)、CEDS）は、極めて稀な免疫系の遺伝疾患である。この疾患はカスパーゼ-8をコードするCASP8遺伝子の変異によって引き起こされ、脾腫、リンパ節腫脹、反復性の副鼻腔肺感染症、ヘルペスウイルスや他のウイルスによる反復性の皮膚粘膜感染症、低ガンマグロブリン血症によって特徴づけられる。2002年にアメリカ国立衛生研究所のMichael Lenardoの研究室によって近親婚家庭の2人のきょうだいについてこの疾患は記載され、その後さらに数人の家族がこの疾患に罹患していることが確認されている。

## 症状
CEDSは、アポトーシスと関係する他の遺伝疾患である自己免疫性リンパ増殖症候群（ALPS）と類似した特徴を持ち、それに加えて免疫不全の表現型を伴う。臨床症状には、脾腫、リンパ節腫脹、反復性の副鼻腔肺感染症反復性の皮膚粘膜へのヘルペスウイルス感染症、難治性の疣、伝染性軟属腫、低ガンマグロブリン血症などがある。CEDSの患者では柔組織へのリンパ球浸潤がみられることがあるが、自己免疫反応は小さく、悪性リンパ腫は観察されていない。

## 遺伝学
CEDSはCASP8遺伝子のホモ接合型変異によって引き起こされる。CASP8は2q33.1にマッピングされる51 kbの長さの遺伝子で13個のエクソンからなり、496アミノ酸からなるタンパク質をコードする。カスパーゼ-8は細胞死をもたらすシグナル伝達カスケードの開始に関与している。細胞死がリンパ球の増殖に対抗することで、免疫系は病原体に対する防御と自己免疫の回避を行う動的な恒常性が可能となる。報告されている2人のきょうだいではC>Tのトランジション変異が生じており、カスパーゼ-8はR248Wの変異によって機能を喪失する。変異はカスパーゼ-8を不安定化して酵素活性を不活性化するため、機能的なカスパーゼ-8が欠乏する。

### 遺伝
CEDSは常染色体劣性遺伝の形式で遺伝する。このことは、この疾患の患者ではカスパーゼ-8の2つのアレルのそれぞれに変異が生じていることを意味する。報告されている患者の症例では、変異は近親婚の両親から受け継がれたものである。正常なアレルと変異アレルを1つずつ持つヘテロ接合型のキャリアは健康であり、免疫機能の異常もみられない。

## 機構
CEDSの患者でみられるアポトーシスの欠陥と免疫不全という臨床表現型は、カスパーゼ-8が主にアポトーシス促進性のプロテアーゼであることを考えると逆説的である。リンパ球の活性化と防御免疫の欠陥は、カスパーゼ-8がリンパ球では別のシグナル伝達における役割を担っていることを示唆していた。その後の研究によって、カスパーゼ-8はT細胞、B細胞、NK細胞における抗原受容体、Fc受容体やTLR4の刺激後の転写因子NF-κBの誘導に必要不可欠であることが明らかにされた。
生化学的には、カスパーゼ-8は上流のBCL10-MALT1アダプター複合体とともにIKK複合体と結合し、NF-κBの核移行に重要な役割を果たす。さらに、カスパーゼ-8の生化学的形態も2つの経路で異なる。細胞死経路では、カスパーゼ-8酵素前駆体はサブユニットへと切断され、成熟型の高活性のカスパーゼヘテロ四量体へと組み立てられるが、活性化経路では、酵素前駆体はおそらくそのタンパク質分解機能が制限された未切断状態であり、そのアダプタータンパク質としての能力を高めているようである。

## 診断
CEDSを示唆する臨床症状の場合、血清の免疫グロブリンレベル、抗体機能、リンパ球の活性化を評価する免疫学的な検査を行うべきである。CEDSの患者では低ガンマグロブリン血症がみられ、肺炎球菌莢膜多糖体抗原に対する抗体応答が弱く、B細胞、T細胞、NK細胞は刺激に対する良好な活性がみられない。

## 治療
この疾患は稀であるため、予後や最適な治療法は不明である。CEDSの患者は、副鼻腔肺感染症やヘルペスウイルスや粘膜皮膚でのヘルペスウイルスの発生を抑えるための免疫グロブリン療法や予防的なアシクロビルの投与を続けることで良好な経過をたどる。現在、アメリカ国立衛生研究所のアレルギー・感染症研究所では、この疾患の診断と治療に対する新たなアプローチを研究するための臨床プロトコルを作成している。